# Valle Dorado, Hidalgo
Valle Dorado är en ort i Mexiko.   Den ligger i kommunen Mineral de la Reforma och delstaten Hidalgo, i den sydöstra delen av landet, 80 km nordost om huvudstaden Mexico City. Valle Dorado ligger 2 355 meter över havet och antalet invånare är 174.
Terrängen runt Valle Dorado är kuperad norrut, men söderut är den platt. Runt Valle Dorado är det tätbefolkat, med 982 invånare per kvadratkilometer. Närmaste större samhälle är Pachuca de Soto, 7,2 km nordost om Valle Dorado. Omgivningarna runt Valle Dorado är i huvudsak ett öppet busklandskap.